# Doris Miller
Doris Miller (Waco, 12 ottobre 1919 – Oceano Pacifico, 24 novembre 1943) è stato un militare statunitense. Per il coraggio dimostrato durante l'attacco di Pearl Harbor divenne il primo afroamericano ad essere insignito della Navy Cross, all'epoca la terza più alta decorazione militare statunitense.

## Biografia

### Primi anni
Nato a Waco il 12 ottobre 1919, da Henrietta e Connery Miller, era il terzo di quattro figli. Lavorò nella fattoria di suo padre fino a quando decise di arruolarsi nella United States Navy come cuoco di terza classe nel settembre 1939. Dopo un periodo di addestramento nella Naval Station Norfolk, in Virginia, Miller fu assegnato per un breve periodo alla nave munizioni Pyro come aiuto cuoco, ed il 2 gennaio 1940 fu trasferito alla corazzata West Virginia, dove divenne il cuoco principale della nave. Nel luglio dello stesso anno, servì temporaneamente a bordo della Nevada, per poi tornare sulla West Virginia il 3 agosto 1940.

### L'attacco di Pearl Harbor
Il 7 dicembre 1941, Miller stava raccogliendo il bucato quando sentì l'allarme generale. Si diresse verso il posto di combattimento a lui assegnato, il magazzino munizioni delle batterie contraeree della West Virginia, solo per scoprire che un siluro lo aveva distrutto. Si diresse allora sul ponte, dove fu incaricato di trasportare al sicuro i feriti. Quando il capitano Mervyn Bennion fu ferito da una scheggia di bomba, un ufficiale ordinò a Miller di spostarlo in un luogo più sicuro. Miller lo raccolse tentando di portarlo ad un pronto soccorso, ma il capitano rifiutò di lasciare il suo posto, rimanendo sul ponte fino alla morte.
Mentre stava caricando un paio di mitragliatrici pesanti contraeree Browning M2 rimaste incustodite, nonostante non avesse alcuna preparazione sul funzionamento dell'arma, Miller ne prese il controllo ed iniziò a sparare contro gli aerei giapponesi fino all'esaurimento delle munizioni. Gli aerei giapponesi sganciarono due bombe che esplosero sul ponte della nave, mentre cinque siluri da 460 mm ne colpirono il fianco sinistro.
Gravemente danneggiata dalle esplosioni che seguirono, la West Virginia iniziò ad imbarcare acqua, per poi lentamente sprofondare fino adagiarsi sul fondale, lasciando il tempo all'equipaggio, Miller compreso, di abbandonare la nave. Il 1º aprile 1942 Miller fu lodato dal Segretario alla Marina Frank Knox, ed il 27 maggio 1942 fu presentato a bordo della portaerei USS Enterprise dall'ammiraglio Chester Nimitz, Comandante in Capo della Flotta del Pacifico, che insignì Miller della Navy Cross per lo straordinario coraggio dimostrato in battaglia.

### Seconda guerra mondiale
Il 15 maggio 1943 tornò alla base di Puget Sound Navy Yard. Il 1º giugno il suo grado fu alzato a cuoco di prima classe e fu assegnato alla portaerei di scorta Liscome Bay. Dopo un periodo di addestramento nelle Hawaii, la Liscome Bay fece rotta verso le Isole Gilbert, dove il 20 novembre prese parte alla battaglia di Tarawa. Il 24 novembre, a battaglia ancora in corso, un siluro lanciato dal sottomarino giapponese I-175 colpì la portaerei nella zona di poppa, causando l'esplosione di uno dei depositi munizioni della nave, che affondò pochi minuti dopo l'impatto. Solo 272 dei 916 membri dell'equipaggio sopravvissero, i restanti furono considerati "presunti morti". Il 7 dicembre 1943, ai genitori di Miller fu notificata la morte del figlio.
Il funerale si svolse il 30 aprile 1944 nella natia Waco. Il 28 maggio, una targa di granito riportante una dedica a Miller fu posta nella Moore High Scool, la scuola superiore frequentata da Miller. Il 25 novembre 1944, il Segretario alla Marina James Forrestal annunciò ufficialmente che Miller era morto. Molti tra ufficiali e semplici marinai ritennero che le sue azioni durante l'attacco di Pearl Harbor sarebbero state meritevoli della Medal of Honor.

## Nella cultura di massa

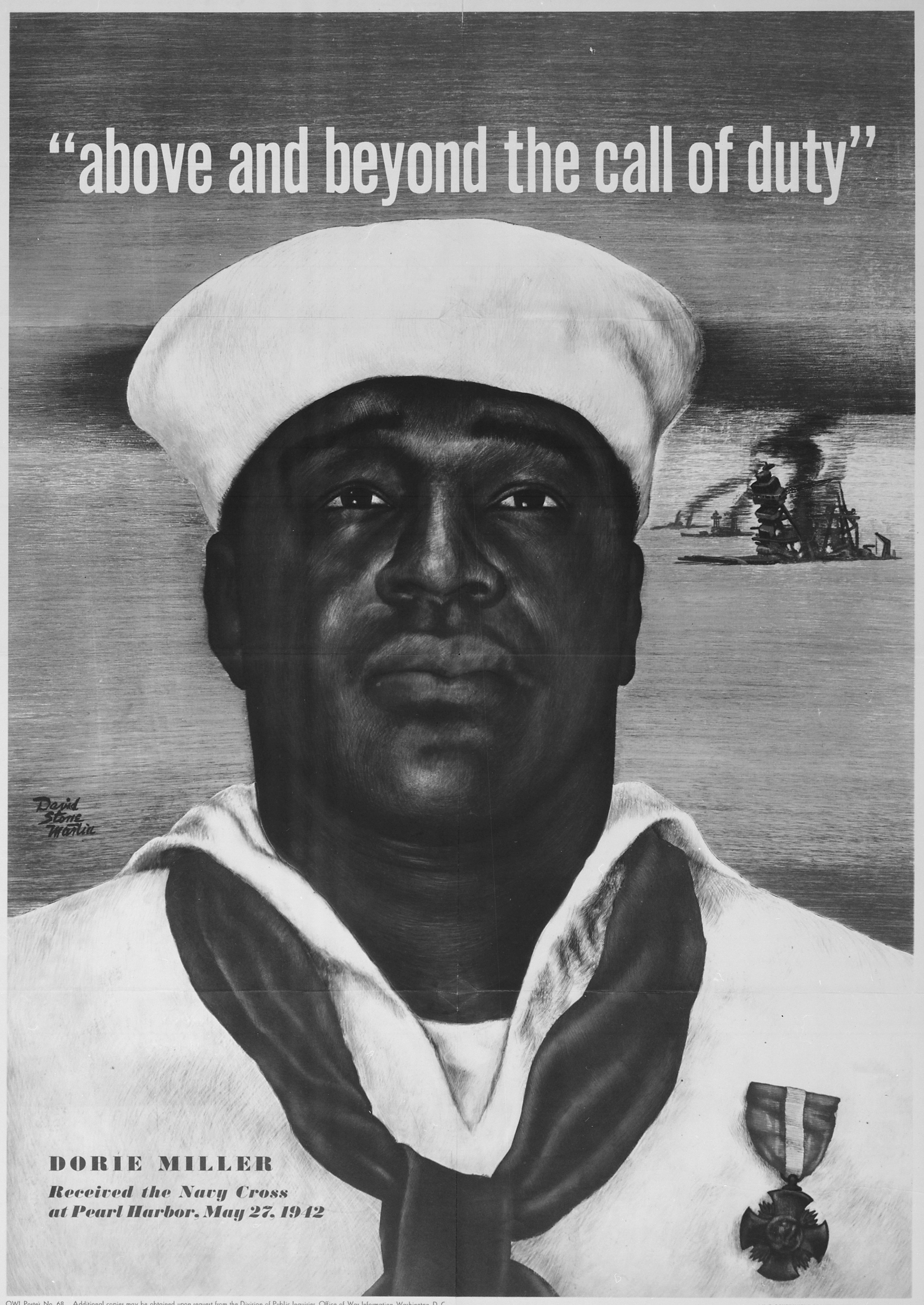
Il poster di reclutamento col volto di Miller

- Miller prestò il volto per la campagna di reclutamento per la United States Navy dal titolo: "Al di sopra e al di là del dovere" ((EN)  "Above and beyond the call of duty" ).
- Nel 1942 le azioni di Miller furono raccontate nella serie Esse Live Forever trasmessa su CBS Radio.
- Nel poema di Gwendolyn Brooks dal titolo Negro Hero (Negro Eroe), datata 1945, gli avvenimenti di Pearl Harbor sono narrati dal punto di vista di Miller.
- Nel film Tora! Tora! Tora! del 1970, anche se non identificato per nome, il ruolo di Miller era di Elven Haward.
- Nel film Pearl Harbor del 2001, Miller fu interpretato da Cuba Gooding Jr..
- Nel 2007 lo storico Bill O'Neal pubblicò il libro: Doris Miller: Hero of Pearl Harbor.
- Nel gennaio 2020 la Marina degli Stati Uniti ha annunciato l'intenzione di intitolare a Miller una delle prossime portaerei nucleari classe Ford.

## Memoriali
In suo onore il 3 giugno 1972 fu varata la USS Miller (FF-1091), fregata missilistica classe Knox entrata in servizio il 30 giugno 1973.
Nel 2020 la US Navy ha annunciato che porterà il suo nome la quarta portaerei a propulsione nucleare della Classe Gerald R. Ford, la USS Doris Miller (CVN-81), il cui varo è previsto per il 2029.